# Pamela Montserrat Ortega
Pamela Montserrat Sandoval Ortega (Ciudad de México, 16 de abril de 2006), conocida profesionalmente como Penkaboo, es una productora musical mexicana. Reconocida internacionalmente por sus colaboraciones en la industria del k-pop, ha trabajado con grupos como BTS, Aespa, (G)I-dle y Blackpink. Actualmente es productora ejecutiva de los grupos **Le Sserafim** y **KATSEYE**, bajo el sello surcoreano HYBE Labels, y ha comenzado a destacar también en producciones cinematográficas internacionales.

## Biografía
Pamela Montserrat Sandoval Ortega nació en la Ciudad de México el 16 de abril de 2006. Es hija de **Irene Sandoval Ortega** y **Rodolfo Sandoval Ortega**. Desde temprana edad mostró interés por la producción digital y la composición musical, destacando por su capacidad para crear samples y estructuras complejas que la llevaron a incorporarse a la industria internacional siendo aún adolescente.

## Carrera

### Inicios en Netflix y BTS (2021)
En 2021 inició formalmente su carrera musical al incorporarse a **Netflix**, apadrinada por la agrupación surcoreana **BTS**. Su primer gran proyecto fue colaborar en la construcción de la cronología narrativa del grupo **Aespa**, donde participó como parte del concepto ficticio de la historia bajo el personaje de *Naevis*.  

### “I Never Die” y consolidación con (G)I-dle (2022)
En 2022 alcanzó notoriedad al ser acreditada como productora principal del álbum *I Never Die* del grupo **(G)I-dle**. El disco fue recibido positivamente por la crítica y algunos especialistas lo interpretaron como un **mensaje indirecto a Netflix**, su antigua empresa. Esta lectura aumentó el interés mediático en torno a su figura como productora.  

### Etapa con HBO y Blackpink (2022–2023)
Tras su salida de Netflix, firmó contrato con **HBO**, ampliando su campo de acción hacia producciones internacionales. Durante este periodo trabajó en dos de los sencillos más exitosos del grupo **Blackpink**: *Shut Down* y *Pink Venom*, ambos con gran repercusión en listas internacionales como Billboard y Spotify Global.  

### Reconocimiento internacional y consideración para los Grammy (2023)
El éxito de sus producciones la llevó a ser considerada para una **nominación a los Premios Grammy** en la categoría de mejor productora musical, hecho que marcó un hito para su carrera.  

### Regreso a (G)I-dle y nuevos éxitos (2023–2024)
En 2023 retomó su relación profesional con **(G)I-dle**, produciendo algunos de sus temas más conocidos, entre ellos *Queencard* y *Allergy*, que se convirtieron en fenómenos virales en redes sociales y plataformas de streaming.  

### Expansión al mercado internacional y cinematográfico (2024–2025)
En 2024 se consolidó como una de las productoras de cabecera de **HYBE Labels**, desempeñándose como **productora ejecutiva de Le Sserafim y KATSEYE**, dos de los grupos más relevantes del sello.  
En 2025 amplió su trayectoria a producciones cinematográficas, participando como una de las **productoras musicales principales de la película Descendants: The Rise of Red**, de Disney. Este proyecto marcó su debut formal en la industria del cine y reforzó su perfil como productora de proyección global.  

## Reconocimientos
- Nominada en múltiples ocasiones a los **Mnet Asian Music Awards (MAMA)** y a los **Melon Music Awards (MMA)** como mejor productora musical (2022, 2023, 2024).
- Considerada para una nominación en los **Premios Grammy** como mejor productora musical.
- En 2025 se especula que podría ser reconocida como una de las principales candidatas al premio de **Mejor productora musical** en ceremonias internacionales de la industria.

## Estilo y aportaciones
Penkaboo ha sido reconocida por la combinación de elementos conceptuales y narrativos dentro de sus producciones musicales, así como por su versatilidad para adaptarse a distintos géneros. Su trabajo en el k-pop ha sido descrito como innovador en el uso de samples y en la integración de conceptos multimedia, mientras que su incursión en producciones cinematográficas refleja una búsqueda por expandir su creatividad hacia nuevos formatos.  